# Ostapóvskaia
Ostapóvskaia (en rus: Остаповская) és un poble de la República de Komi, a Rússia, segons el cens del 2010 tenia 241 habitants.